# えんがわ

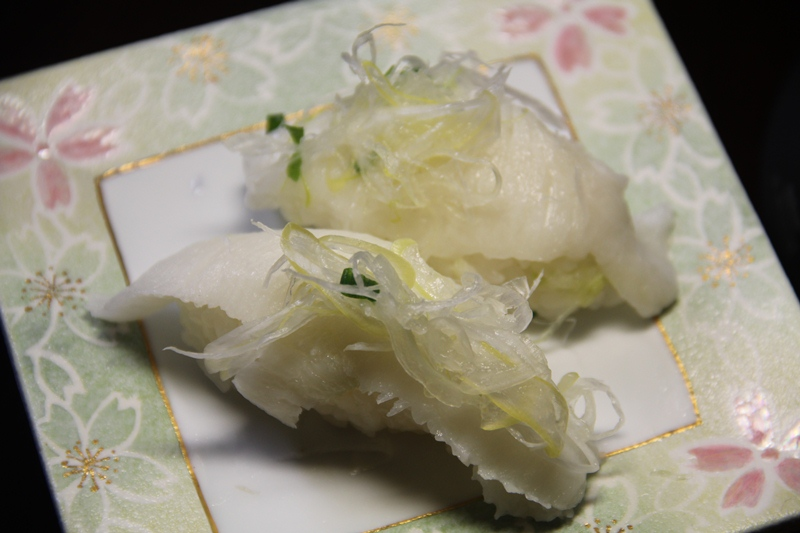
えんがわの握り寿司

えんがわ（縁側、エンガワ）とは、魚の部位の通称で、刺身や寿司のネタの一つ。ヒラメ、カレイの背鰭（びれ）、腹びれを動かすための筋肉のことをいい、コリコリとした食感が好まれる。身の形が家屋の縁側に似ていることからそう呼ばれる。サーモンにもえんがわという部位があり、安価に流通している。
同部位の骨も含めて「えんがわ」と呼ぶこともあり、その骨は解剖学的には担鰭骨（たんきこつ）という。